# 解放海南島 (電視劇)
《解放海南島》是中共海南省委宣传部和瑞雪桃源(北京)文化传播有限公司于2009年至2010年製作的電視劇。共有30集。2009年年底在海南琼海开机拍摄。2010年10月5日至10月20日于CCTV-1首播。
本片是為記念中国人民解放军攻佔海南六十周年而制作的献礼剧。改编自编剧郝瑞的同名纪实文学作品。全剧以真人真事为原型，加以合理虚构。剧中有733个角色是真实的历史人物，采用真实姓名。由参加当年战役的刘振华担任总顾问。
电视剧播出后荣获第23届全军电视剧 “金星奖”特别奖。2012年6月，觧放军出版社出版发行，郝瑞撰写的《创业不怕难——〈解放海南岛〉拍摄全记录》。

## 相关事件
2010年1月中旬，剧组在文昌市拍攝。文昌市孔子中学（民办中学）校长刘德斌私下收取剧组2500元人民幣，组织100余名高一、高二年级的学生担任群众演员。1月15日拍摄时，10余名学生被海浪卷走。其中，2位高二年级学生死亡，1位高二年級学生失蹤。事发后，刘德斌被当地警方控制。中共海南省委宣传部禁止相關報導，同時中央電視台也於事故後否認參與拍攝。在中国影视剧制作行业中，以中学生充当群众演员而产生伤亡事故，并非个案。2009年9月，电视剧《战地黄花》即发生同类意外事故。《京华时报》的评论指“本来我们在演员的保险保障上就做得就不够完善，现在又有一些利欲熏心的人，把无辜的中学生拉来当群众演员，参与危险拍摄，说得重一点，这叫草菅人命。”

## 节目变迁
| 中国中央电视台综合频道 黄金剧场 周一到周日 20:00 - 22:00 | 中国中央电视台综合频道 黄金剧场 周一到周日 20:00 - 22:00 | 中国中央电视台综合频道 黄金剧场 周一到周日 20:00 - 22:00 |
| -------------------------------------------------------- | -------------------------------------------------------- | -------------------------------------------------------- |
|                                                          | 解放海南岛 （2010.10.5 - 2010.10.20）                    |                                                          |
| 牵挂 （2010.9.19 - 2010.10.5）                           | 毛岸英 （2010.10.20 - 2010.11.7）                        |                                                          |